# Ratusz w Chęcinach
Ratusz w Chęcinach – zabytkowa siedziba władz miejskich znajdująca się w Chęcinach, w powiecie kieleckim, w województwie świętokrzyskim w Polsce.
Jest to piętrowa budowla wzniesiona w 1837 roku, posiadająca zegar na głównej elewacji. Prace budowlane były prowadzone przez firmę Majera Ginsberga. Złej jakości materiały i wadliwie przeprowadzona budowa spowodowały, że już w 1856 roku należało ratusz wyremontować. Niestety remont ten w dużym stopniu zatarł pierwotną klasycystyczną architekturę budynku, który posiadał arkadowy, wgłębny portyk na głównej osi.
W styczniu 2008 roku rozpoczął się ponowny remont budowli. W grudniu 2010 został on zakończony. Okazało się, że budowla była w bardzo złym stanie technicznym. Prace remontowe obejmowały: wymianę stropów, więźby dachowej, założenie nowych instalacji, ocieplenie, odnowienie elewacji, uporządkowanie dziedzińca, a także wyposażenie pomieszczeń w nowe meble biurowe. Koszty remontu wyniosły 2600 tysięcy złotych. W marcu 2011 roku ratusz został ponownie oddany do użytku.